# Пуканыч, Адриан Николаевич
Адриа́н Никола́евич Пука́ныч (укр. Адріан Миколайович Пуканич; род. 22 июня 1983, Виноградов, Закарпатская область) — украинский футболист, полузащитник

## Биография

### Клубная карьера
Родился в городе Виноградов, Закарпатская область. Там же и начал заниматься футболом.
Первый тренер — И. И. Билак. В «Шахтёре» играл ещё с ДЮСШФК.
Дебютировал в «Шахтёре» в возрасте 19 лет, 26 октября 2002 года в матче с «Черноморцем» 2:0. Скоростной и трудолюбивый полузащитник отбыл в Мариуполь для игры за местный «Мариуполь», где провёл несколько лет.
С 2006 по 2007 год играл за «Ворсклу» на правах аренды. Не был «основным» ни в «Ильичёвце», ни в «Ворскле». В августе 2013 года перешёл на правах аренды в ужгородской «Говерле».
В феврале 2015 года подписал контракт с середняком грузинского чемпионата «Шукурой». В феврале 2017 года подписал контракт с командой Первой лиги Украины «Полтавой».

### Карьера в сборной
За сборную Украины дебютировал 11 июня 2003 года в игре против сборной Греции. Второй матч провёл против сборной Ливии, вышел в основном составе и уже на 15 минуте забил гол, на 52 минуте его заменил Евгений Луценко, матч закончился со счётом 1:1.
На чемпионате Европы среди молодёжных сборных в 2006 году завоевал серебряную медаль и вместе с командой дошёл до финала где проиграл сборной Нидерландов. Также на турнире играл против Дании, Сербии и Черногории.

## Достижения
- Серебряный призёр молодёжного чемпионата Европы: 2006
- Чемпион Украины: 2004/05
- Серебряный призёр чемпионата Украины (2): 2002/03, 2003/04
- Обладатель Кубка Украины: 2003/04
- Финалист Кубка Украины (2): 2002/03, 2004/05

## Семья
Женат. Жену зовут Джамиля, она родом из Кабардино-Балкарии. На их свадьбе присутствовали Дмитрий Чигринский и Андрей Воробей.